# NGC 5415
NGC 5415 ist eine elliptische Galaxie vom Hubble-Typ E im Sternbild Großer Bär. Sie ist schätzungsweise 402 Millionen Lichtjahre von der Milchstraße entfernt.
Das Objekt wurde am 8. April 1886 von Lewis A. Swift entdeckt.